# Yeleğen
Yeleğen ist eine Gemeinde im Landkreis Eşme, der Provinz Uşak in der Türkei. Die Gemeinde liegt 10 km westlich von Eşme.